# Баят, Мортеза-Коли
Мортеза-Коли Баят (перс. مرتضی‌قلی بیات‎) — политический и государственный деятель Ирана. Занимал должность премьер-министра Ирана во время правления шаха Мохаммеда Резы Пехлеви.

## Биография
Родился в 1890 году в иранском городе Эраке. Этнически относится к баятам, огузскому тюркскому племени. Его отец был основателем Демократической партии Эрака. В 1920-х годах Мортеза-Коли переехал в Тегеран и активно принимал участие в свержении династии Каджаров. В 1925 году стал министром финансов в правительстве премьер-министра Ирана Мохаммеде Али Форуги. Он неоднократно избирался в парламент Ирана в качестве представителя Эрака.
В 1935 году назначен министром финансов в правительстве премьер-министра Али Сухейли. С 25 ноября 1944 по 13 мая 1945 года занимал должность премьер-министра Ирана. Во время его правления состоялся визит Шарля де Голля в Тегеран, а также под давлением союзников Иран объявил войну Японии. В 1958 году Мортеза-Коли Баят скончался в Тегеране.